# 西田在賢
西田 在賢（にしだ ざいけん、1954年 - ）は、日本のコンサルタント、実業家、経営学者（医療福祉経営学・経営情報システム論）。学位は博士（医学）（日本医科大学・1997年）。県立広島大学大学院経営管理研究科特任教授・附属地域医療経営研究センターセンター長、静岡県立大学名誉教授。
財団法人医療経済研究機構研究主幹、東北大学医学部助教授、川崎医療福祉大学大学院医療福祉学研究科教授、武蔵野大学現代社会学部教授、静岡県立大学経営情報学部教授、静岡県立大学大学院経営情報学研究科附属地域経営研究センターセンター長（第2代）、静岡県立大学大学院経営情報イノベーション研究科附属医療経営研究センターセンター長（初代）、県立広島大学大学院経営管理研究科教授、県立広島大学大学院経営管理研究科附属地域医療経営プロジェクト研究センターセンター長などを歴任した。

## 概要
マッキンゼー・アンド・カンパニーを経て、コンサルタントや実業家として活動する。また、医療・介護の政策と経営に関する研究に取り組む経営学者でもある。医療経済研究機構を経て、東北大学、川崎医療福祉大学、武蔵野大学、静岡県立大学、県立広島大学で後進を育成した。

## 来歴

### 生い立ち
1954年（昭和29年）大阪府出身。
名古屋工業大学工学部卒業。東京大学大学院工学系研究科修了。学位は工学修士（東京大学・1979年）、博士（医学）（日本医科大学・1997年）。

### 実業家として
実業界での活動としては、マッキンゼー・アンド・カンパニーに勤務。その後、医療用の電子カルテを開発するベンチャービジネスの立ち上げ、外資系企業の経営再建に携わる。

### 研究者として
研究者としては、医療経済研究機構研究主幹・研究部長、東北大学医学部助教授、ハーバード大学公衆衛生大学院客員研究員、川崎医療福祉大学大学院医療福祉学研究科教授、武蔵野大学現代社会学部教授・大学院人間社会・文化研究科教授、武蔵野大学大学院人間社会・文化研究科福祉マネジメント専攻専攻長を歴任。
その後、静岡県静岡市にある静岡県立大学経営情報学部教授。医療経営学、経営情報システム等の講義を担当する。大学院では経営情報学研究科の教授を兼務し、のちに経営情報イノベーション研究科が新設されると、そちらの教授も兼務している。なお、経営情報イノベーション研究科の前身となった経営情報学研究科は、院生が修了する2012年（平成24年）3月まで存続するため、その間は双方の教授を兼任している。また、静岡県立大学大学院の経営情報学研究科に設置されていた附属地域経営研究センターでは第2代センター長に就任し、その後、経営情報イノベーション研究科の下に新設された附属医療経営研究センターでも初代センター長を務めた。加えて、学長補佐（社会人教育担当）を兼ねる。さらに、岡山大学大学院医歯薬学総合研究科客員教授、川崎医療福祉大学客員教授も兼任する。2016年（平成28年）12月には、教員活動評価において業績が優秀と認められ静岡県立大学学長表彰を受けた。2019年（平成31年）春、静岡県立大学より名誉教授の称号を受けた。
2017年（平成29年）10月、県立広島大学に転じ、大学院の経営管理研究科にて教授に就任した。同年12月には附属地域医療経営プロジェクト研究センターにてセンター長に就任した。その後、経営管理研究科の特任教授となり、附属地域医療経営研究センターのセンター長を務める。

## 略歴
- 1954年 - 誕生。
- 2019年 - 静岡県立大学名誉教授[3]。
- 2017年 - 県立広島大学大学院経営管理研究科教授[3]。
- 2017年 - 県立広島大学大学院経営管理研究科附属地域医療経営プロジェクト研究センターセンター長[3]。

## 賞歴
- 2016年 - 静岡県立大学学長表彰[2]。

## 著書

### 単著
- 電脳マネジメント戦略――「π型人間」が人とコンピュータを使いこなす! （かんき出版、1989年）ISBN 4761252820
- SISに費用をかけすぎていないか――エコノミック・ソリューションへの挑戦（日本能率協会マネジメントセンター、1991年）ISBN 4820708341
- マネジドケア医療革命――民活重視の医療保険改革（日本経済新聞社、1999年）ISBN 4532147220
- 医療・福祉の経営学（薬事日報社、2001年）ISBN 484080673X
- 医業参謀――どうなる医療改革どうする病医院経営（薬事日報社、2005年）ISBN 4840808481

### 共著
- 医療経営革命――米国新潮流に学ぶ戦略発想（西田在賢、ケイミン・ワング共著、日経BP出版センター、1995年）ISBN 4822720322
- 医療経営革命（西田在賢、ケイミン・ワング著、薬事日報社、2002年）ISBN 4840807116

### 編著
- 新時代に生きる医療保険制度――持続への改革論（西田在賢編著・橋本英樹ほか著、薬事日報社、2004年）ISBN 4840807833